# Porta Borsari
Porta Borsari (Porta dei Borsari) – rzymska brama we włoskiej Weronie, zamykająca dzisiejszą ulicę Corso Porta Borsari.
Budowla została wzniesiona za panowania cesarza Klaudiusza, w latach 50-40 n.e. (prawdopodobnie na miejscu wcześniejszej bramy), jako element rozbudowywanych wówczas murów obronnych antycznego miasta . Zbudowana z cegły, usytuowana była na zachodnim krańcu decumanus maximus. Stanowiła główne wejście do rzymskiego miasta od strony szlaku Via Postumia i nosiła wówczas nazwę Porta Jovia, od położonej w pobliżu świątyni Jowisza. Jej rozplanowanie i forma były niemal identyczne jak powstałej w tym okresie Porta Aurea w Rawennie (43 n.e.), i zbliżone do drugiej częściowo zachowanej rzymskiej bramy w Weronie – Porta Leoni. Posiadała centralną, prostokątną sień z dwiema fasadami, z których każda miała dwa bliźniacze otwory bramne, oraz system galerii na wyższych piętrach. Przy obu zewnętrznych narożnikach budynku bramnego wznosiły się dwa donżony, zbudowane na rzucie szesnastokątów foremnych o średnicy ok. 7,4 m. Prawdopodobnie podzielone były one na kondygnacje, które połączone drewnianymi schodami, dawały dostęp do wyższych pięter całej budowli.
W drugiej połowie I wieku n.e. brama ta, podobnie jak inne bramy miejskie Werony, otrzymała nowe fasady. Do ich budowy użyto białego kamienia wydobywanego w regionie Valpolicella. Wewnętrzna część bramy nie zachowała się do czasów współczesnych, pozostała jedynie zewnętrzna fasada, skierowana frontem na Corso Cavour.
Zachowana część bramy posiada dwuprzęsłową konstrukcję z dwoma łukami przelotowymi flankowanymi półkolumnami korynckimi, podtrzymującymi architraw zwieńczony tympanonem. Powyżej znajdują się dwa piętra, z których każde posiada po 6 otworów okiennych o różnorodnych obramieniach i zwieńczeniach. Na bramie wyryta jest inskrypcja z 265 roku, upamiętniająca prace renowacyjne przeprowadzone przez cesarza Galiena po niszczycielskim najeździe Alamanów na dolinę Padu. Wysokość obecnej budowli wynosi ok. 13 m; prace drogowe prowadzone w 1860 r. spowodowały odsłonięcie fundamentów całego zespołu bramnego. Wiadomo też, że jej zachowana wewnętrzna fasada rozciągała się na szerokość 17,80 m. 
Pochodząca ze średniowiecza nazwa bramy ma związek z łacińskim słowem bursarii, oznaczającym strażników pobierających myto od przewożonych tędy towarów.